# Миленка Сладић

Миленка Сладић (рођена 26. април, 1952. у Завидовићима, ФНР Југославија) је бивша српска и југословенска рукометашица. Са репрезентацијом Југославије освојила је златну медаљу на Светском првенству 1983, и бронзану на Светском првенству 1982. године. Играла је још на два Светска првенства, 1975. и 1978. 
У клупској каријери играла је за Раднички из Београда са којим је освојила укупно 18 титула, 11 наслова првака, пет Купова Југославије и два Купа европских шампиона.
Носилац је националног признања Републике Србије.